# Konrad von Thierberg Młodszy
Konrad von Thierberg Młodszy, także Conradus de Tierbergk junior (urodz. ?, zm. po 1289) – mistrz krajowy Prus w latach 1283–1288.

## Życiorys
Konrad wywodził się z rodziny rycerskiej osiadłej w Szwabii z miejscowości Thierberg, położonej na południowy wschód od miasta Balingen. Miał dwóch braci, rycerzy zakonnych. Jeden z nich, starszy o imieniu Konrad był mistrzem krajowym w Prusach. Drugi, też o imieniu Konrad, wstąpił do zakonu joannitów.
Odtworzenie biografii Konrada von Thierberga Młodszego do 1273 roku obarczone jest dużym ryzykiem. Identyfikacja jego osoby w źródłach jest dość niepewna, a spowodowane jest to równoległym przebywaniem i działalnością w prowincji pruskiej jego starszego brata.
Pierwszy pewny przekaz źródłowy dotyczący Konrada von Thierberga Młodszego pochodzi z października 1273 roku. Przyjmuje się, że już wtedy pełnił funkcję marszałka pruskiego, którą to nieprzerwanie sprawował do 1283 roku. Równolegle w latach 1274–1275, 1277–1279 zastępował swojego brata, a w roku 1283 Mangolda von Sternberga, dzierżąc tytuł wicemistrza krajowego. Na mistrza krajowego w Prusach został mianowany po nagłej śmierci Mangolda przez wielkiego mistrza Burkharda von Schwandena. Konrad funkcję mistrza sprawował do 2 lutego 1288 roku, kiedy to na kapitule prowincjonalnej w Elblągu złożył urząd na ręce wielkiego mistrza Burkharda von Schwandena. Następcą Konrada von Thierberga Młodszego został Meinhard von Querfurt, a on sam powrócił na stanowisko marszałka pruskiego. 
Konrad von Thierberg Młodszy uważany jest za jedną z najwybitniejszych postaci zakonu krzyżackiego w Prusach. Do swoich osobistych sukcesów może zaliczyć ostateczne złamanie oporu Prusów i rozpoczęcie podboju Litwy. On to wraz z Mangoldem von Sternbergiem skutecznie doprowadził do końca inkorporację Gniewu i terenów na lewym brzegu Wisły, nadanych zakonowi przez księcia lubiszewsko-tczewskiego Sambora w roku 1276. Za jego rządów lokowano około 1286 roku Malbork oraz uregulowano status rycerstwa polskiego w ziemi chełmińskiej.